# Logje
Logje so naselje v Občini Kobarid na zahodu Slovenije. 
Ležijo na koncu breginjskega kota v bližini meje z Italijo. 
Zahodnejše od tega naselja ležijo le še Robidišče. 
Nekaj kilometrov pred krajem Logje se nahaja Breginj po katerem ima breginjski kot ime.
Najbližje večje naselje je Kobarid, od katerega so Logje oddaljene približno 20 km.